# Gamle Aker kirke
La Gamle Aker Kirke, (in Lingua italiana Chiesa vecchia di Aker) si trova ad Oslo (Norvegia), nella parte nord della città. La chiesa è stata oggetto di restauri nel 1861 e poi, nuovamente, nel 1950 e si trova in un ottimo stato di conservazione.

## Storia

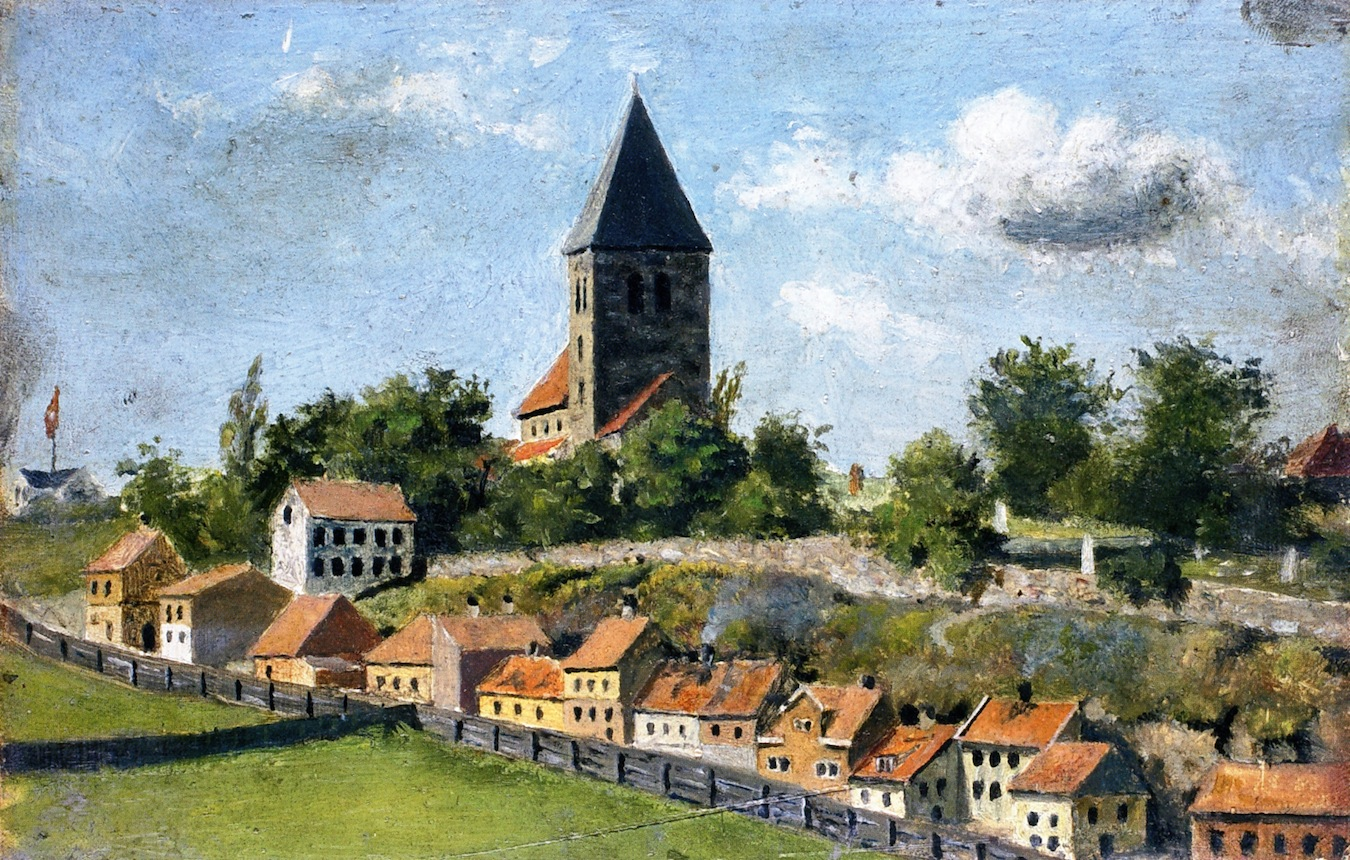
La via Telthusbakken con la Gamle Aker kirke,
quadro di Edvard Munch (1880)

La data esatta della costruzione è incerta, sebbene si pensi che possa essere stata iniziata già nel 1080 su iniziativa di Olaf III di Norvegia, noto anche come Olav Kyrre, una datazione più probabile fa risalire la conclusione della sua costruzione al 1150.
Nel 1186 la chiesa fu donata al Convento di Nonneseter, situato nel quartiere di Gamlebyen, al quale rimase per secoli.
Nell’inverno del 1532 la chiesa fu saccheggiata da Mogens Gyldenstjerne, Signore della Fortezza di Akershus, per punire il clero cattolico che si era opposto al nuovo re luterano, Federico I di Danimarca.
A seguito di questo episodio, nel 1537, la chiesa fu unita a quella del castello e il suo Pastore divenne pastore di entrambe le chiese.
Nel 1592 e nel 1703 due violenti incendi danneggiarono la chiesa senza distruggerla ma facendone perdere l’arredo.
Nel 1732 quattro proprietari terrieri di Aker acquistarono la chiesa ma la manutenzione fu trascurata tanto che, più di un secolo dopo nel 1849, quando il comune di Aker riacquistò la chiesa fu deciso di demolirla.
La cosa sollevò un mare di proteste da parte della popolazione e la demolizione fu rinviata.
Nel 1857 il comune di Aker divenne parte integrante del comune di Christania (Oslo) e la nuova amministrazione decise di restaurarla, nel 1861, ricostruendo la facciata esterna e la torre centrale sotto la direzione degli architetti tedeschi Heinrich Ernst Schirmer e Wilhelm von Hanno.
Il restauro del 1950 riportò la chiesa alle forme originali, le fasce di cemento che ricoprivano le pareti furono tolte e le finestre che erano state aperte furono chiuse mentre quelle originali, tra cui la finestrella dell’abside centrale, furono riaperte.
Malgrado i numerosi interventi avvenuti nei secoli non c’è grande differenza tra l’aspetto attuale della chiesa e quello originario.
Gamle Aker rappresenta quindi un raro esempio di chiesa medioevale in muratura norvegese ed è quella meglio conservata tra esse.

## Descrizione

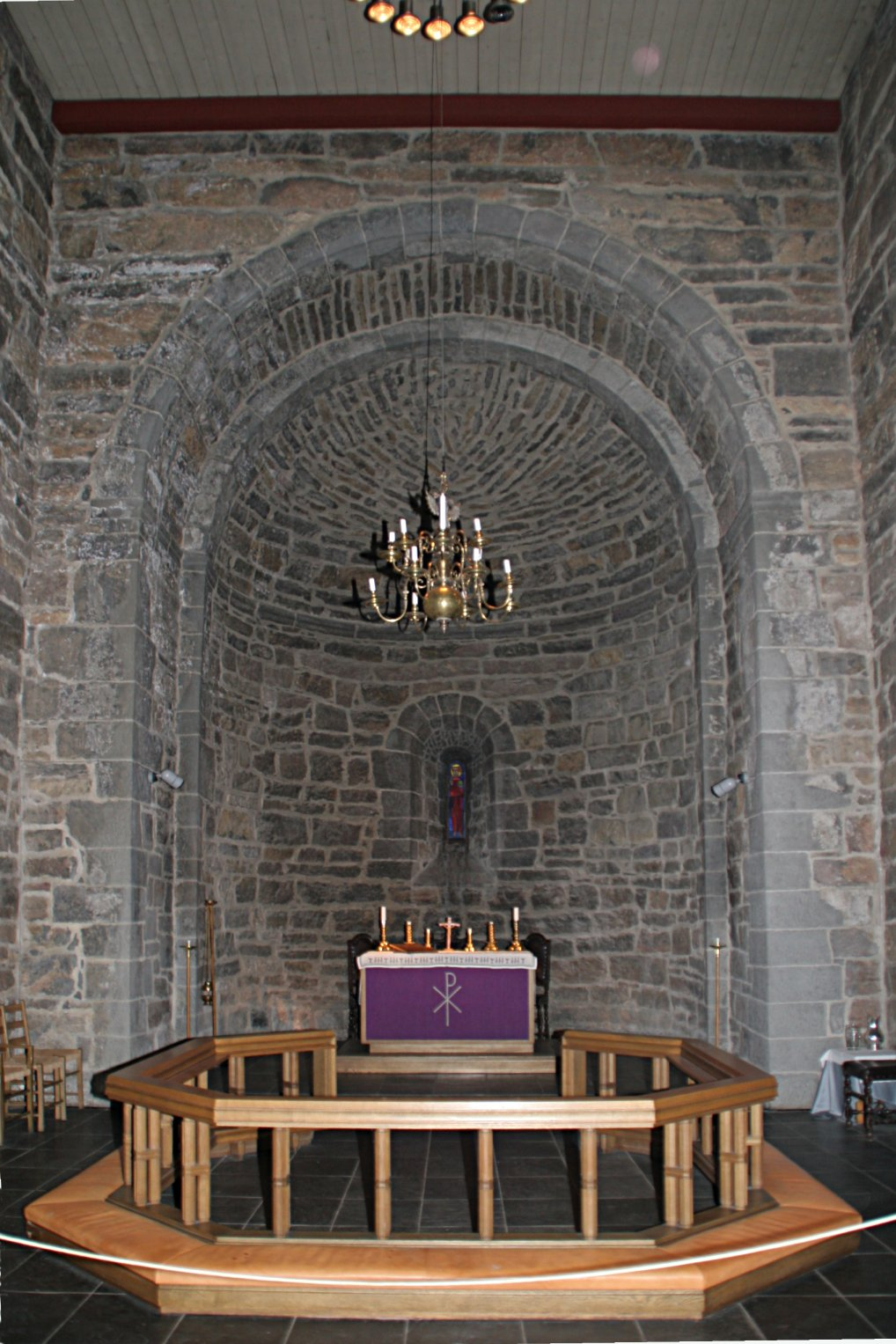
L'abside della navata centrale.

Per la costruzione sono stati utilizzati grandi blocchi di pietra calcarea grigio/rossastra accuratamente squadrati.
La facciata è semplice, a capanna, suddivisa in tre parti seguendo la suddivisione interna a tre navate. 
La chiesa ha pianta basilicale a tre navate senza transetto con massicci pilastri di sostegno ed è dotata di due sole absidi, quella della navata centrale e quella della navata orientale.
Un dettaglio interessante dell'abside orientale è il fatto di essere costruita secondo un arco a 210 gradi invece degli usuali 180.
Un altro particolare, sul lato esterno della medesima abside, è costituito da quella che sembra essere una semplice modanatura in rilievo nella parte bassa e che invece si rivela essere un serpente che si morde la coda che pare rappresenti il mondo intero.
Questo dettaglio è l’unica decorazione scolpita di tutta la chiesa.

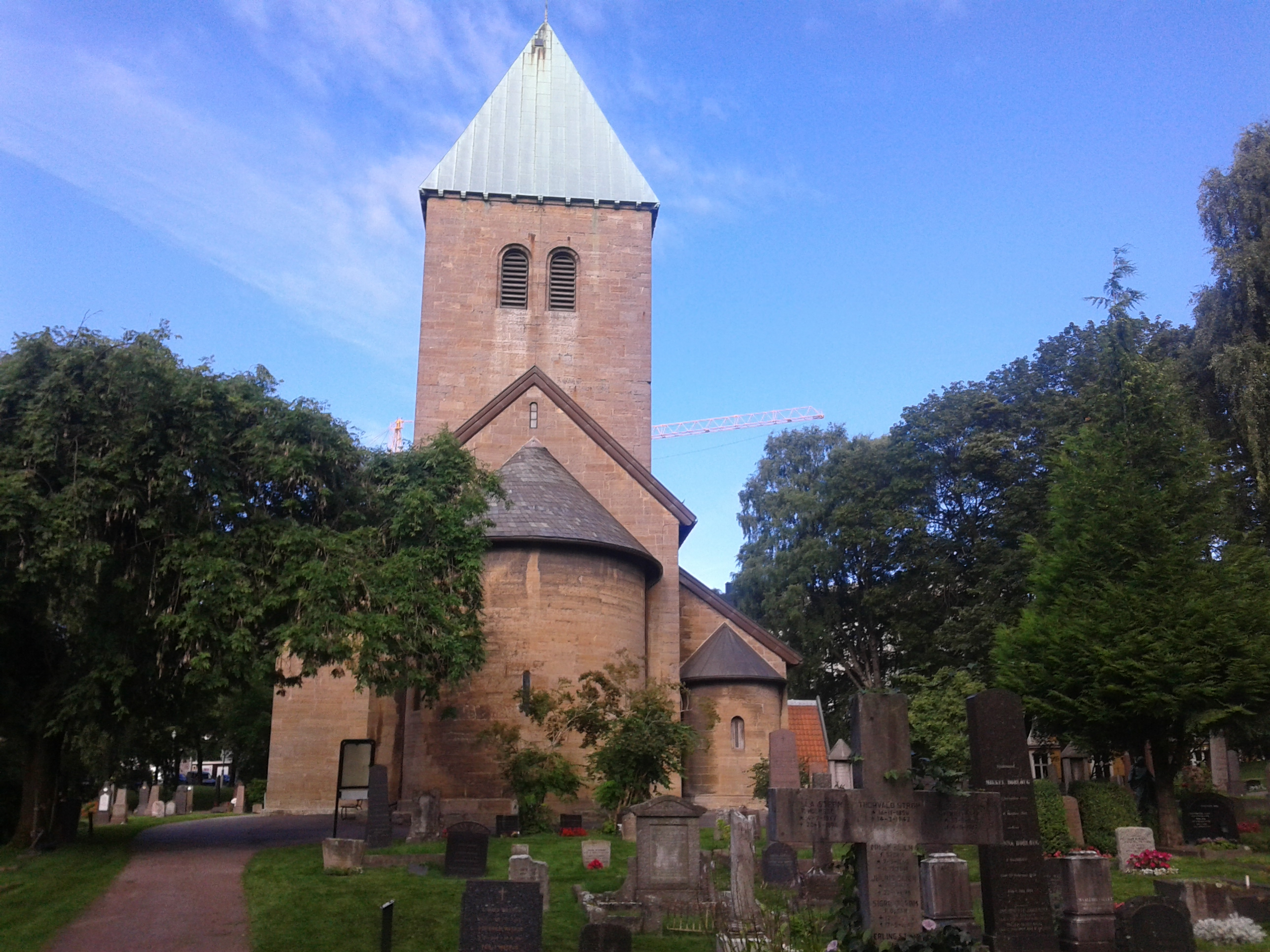
Vista esterna delle absidi con il cimitero

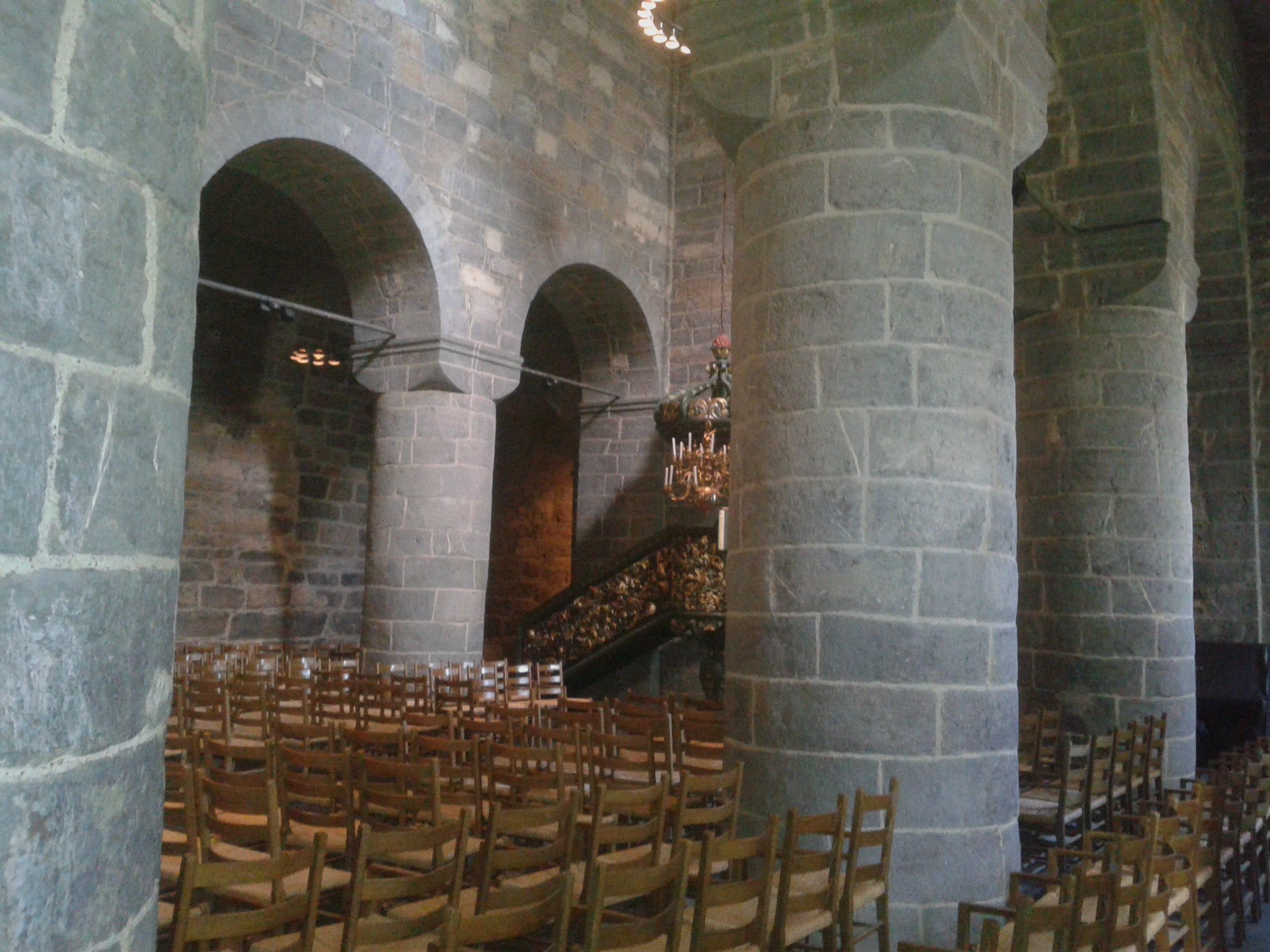
I massicci pilastri che suddividono l'interno della chiesa

## Cimitero
Il cimitero (in Lingua norvegese: Gamle Aker Kirkegård) che circonda la chiesa è stato utilizzato sin dal medioevo ed è stato ampliato le ultime volte nel 1918 e nel 1929. Attualmente vi si possono seppellire solo persone appartenenti alla parrocchia. 
Tra le persone importanti qui sepolte si trovano:
- Enevold de Falsen (1755-1808). Giurista, funzionario e scrittore.
- Hans Nielsen Hauge (1771-1824). Religioso e predicatore luterano, fondatore dell'haugianesimo.
- Christopher Hansteen (1784-1873). Astronomo.
- Jørgen Herman Vogt (1784–1862). Uomo politico e Primo Ministro Norvegese.

Durante la seconda guerra mondiale, il feretro della regina Maud fu nascosto segretamente nella chiesa di Gamle Aker.